# Schwere Panzerjäger-Abteilung 673
De schwere Panzerjäger-Abteilung 673 was tijdens de Tweede Wereldoorlog een Duitse Panzerjäger-eenheid van de Wehrmacht ter grootte van een afdeling, uitgerust met gemechaniseerd geschut. Deze eenheid was een zogenaamde Heerestruppe, d.w.z. niet direct toegewezen aan een divisie, maar ressorterend onder een hoger commando, zoals een legerkorps of leger. Deze Panzerjäger-eenheid kwam nooit in actie.

## Geschiedenis
Opgericht in februari 1945 door omdopen van de Sturmgeschütz-Brigade 200 (Feld) in Pommeren. De Abteilung zou met de Jagdpanther uitgerust worden, maar verkreeg tot het einde van de oorlog geen enkel exemplaar.

## Commandanten
| Rang      | Naam              | Begin         | Eind |
| --------- | ----------------- | ------------- | ---- |
| Hauptmann | Anton Wickelmaier | februari 1945 |      |

schwere Panzerjäger-Abteilung 88 · schwere Panzerjäger-Abteilung 93 · schwere Panzerjäger-Abteilung 512 · schwere Panzerjäger-Abteilung 519 · schwere Panzerjäger-Abteilung 525 · schwere Panzerjäger-Abteilung 559 · schwere Panzerjäger-Abteilung 560 · schwere Panzerjäger-Abteilung 583 · schwere Panzerjäger-Abteilung 586 · schwere Panzerjäger-Abteilung 653 · schwere Panzerjäger-Abteilung 654 · schwere Panzerjäger-Abteilung 655 · schwere Panzerjäger-Abteilung 673